# Yahya Ayyash
Yahya Abdal-Tif Ayyash (Rafat, 22 de febrero de 1966 - Beit Lahia, 5 de enero de 1996) era el principal fabricante de bombas de Hamás y líder del batallón de Cisjordania de las brigadas Izz Al-Din Al-Qassam. Por su habilidad en la fabricación de bombas recibió el título de "el ingeniero" (árabe: المهندس, transliteración: al-Muhandis).

## Infancia y juventud
Ayyash nació en Rafat (Jordania) el 22 de febrero de 1966 y era el mayor de tres hermanos. Durante su infancia fue un niño piadoso que llegó a recibir un premio del Custodio Islámico por su talento memorizando el Corán. De niño, Ayyash mostraba una especial habilidad para el trabajo eléctrico y mecánico, y le gustaba reparar radios, televisiones y otros aparatos similares. Se graduó en el instituto en 1985 y entró en la Universidad de Birzeit en 1987, donde obtuvo el título de ingeniería eléctrica en 1991. 
Descrito como "educado, ambicioso y de voz suave", Ayyash provenía de una familia relativamente pudiente. Casado y con un hijo, Ayyash tenía pensado estudiar un máster en Jordania, pero las autoridades israelíes le negaron el permiso de viaje. Fue aproximadamente durante esos años cuando se unió a Hamás. 

## Pertenencia a Hamás
Ayyash construyó las bombas utilizadas en siete atentados suicidas de Hamás y uno de la Yihad islámica. El primer atentado suicida en la historia de Palestina tuvo lugar el 16 de abril de 1993 al norte de Cisjordania, en el Valle del Jordán palestino, donde se detonó un coche al paso de dos autobuses israelíes (uno de colonos y otro militar) causando una sola víctima mortal: un palestino que trabajaba en las cercanías. Tras un año inactivo, un acontecimiento clave cambió el curso de sus actos: la masacre de Hebrón de 1994, en la que el colono israelí Baruch Goldstein asesinó a 29 fieles palestinos e hirió a más de cien mientras rezaban en la Mezquita Ibrahimi de la ciudad palestina de Hebrón. Hamás declaró que vengaría esta masacre y desencadenó una ola de atentados suicidas con bombas fabricadas por Ayyash. Sus bombas en autobuses o estaciones de autobús de Afula, Hadera, Kfar Darom (un asentamiento israelí en la Franja de Gaza), Tel Aviv, Ramat Gan y Jerusalén mataron a unos 50 israelíes e hirieron a otros 340. Ayyash era, según los medios de comunicación israelíes, el hombre más buscado por Israel, si bien exageraban su posición dentro del organigrama de Hamás.
Dado que el TNT y otros explosivos más comunes no solían estar disponibles en los territorios palestinos ocupados, Ayyash a menudo usaba una combinación de acetona y detergente, ya que ambos son productos domésticos fáciles de encontrar. Cuando se combinan forman peróxido de acetona, un explosivo conocido como "madre de Satán" por su alta inestabilidad. 
Las fuerzas de seguridad israelíes tuvieron conocimiento de la existencia de Ayyash como resultado de un fallido atentado en Ramat Ef'al. Tras una persecución a alta velocidad, tres potenciales suicidas de Hamás fueron arrestados. Cuando la policía investigó el coche, se dieron cuenta de que iba equipado con una bomba compuesta de cinco tanques de gasolina de 12 kilos cada uno conectados a un detonador de peróxido de acetona. Tras evacuar la zona, zapadores israelíes usaron un robot con una escopeta para disparar al detonador e intentar así desactivarlo. En lugar de eso, detonaron la bomba y provocaron una enorme explosión. Los investigadores de la policía "estaban seguros de que si se hubiese detonado en una zona concurrida habría matado a cientos". En los interrogatorios que sucedieron a la captura de los tres sospechosos salió por primera vez el nombre de Yahya Ayyash. 

## Asesinato
A mediados de 1995, Ayyash se adentró en la Franja de Gaza buscando esconderse durante un tiempo, y los servicios de seguridad preventiva israelíes informaron al Shabak de que no pretendía llevar a cabo ningún nuevo ataque. Sin embargo, el entonces jefe del Shabak, que se encontraba enormemente cuestionado por su fallo a la hora de evitar el asesinato de Isaac Rabin en 1995, presionó al primer ministro israelí Shimon Peres para obtener permiso para su asesinato. Peres dio luz verde y, el 5 de enero de 1996, Shabak consiguió que un amigo de Ayyash le diera un teléfono móvil con un explosivo. Cuando Ayyash lo utilizó, el Shabak lo detonó, matándole inmediatamente.

## Consecuencias
En la opinión del historiador israelí Avi Shlaim, el asesinato de Ayyash fue el mayor error de la carrera política de Shimon Peres. Por un lado, el proceso de paz iniciado con los Acuerdos de Oslo de 1993 sufrió un duro golpe y las negociaciones con los palestinos se complicaron en gran medida. Por otro lado, Hamás convirtió a Ayyash en un mártir y respondió a su asesinato con una nueva serie de atentados suicidas en Israel que dejaron a sesenta israelíes muertos y multitud de heridos. El líder de la oposición israelí, Benjamin Netanyahu, comenzó a criticar a Peres afirmando que solo podía obtener "paz sin seguridad", mientras que él prometía "paz con seguridad". Shimon Peres se mostró más duro y contundente con los palestinos y llegó incluso a adentrarse en una guerra en el Líbano para no parecer débil, pero esto alienó aún más a su base electoral y fortaleció a Netanyahu, que acabaría ganando las elecciones del 29 de mayo de 1996.
Unas 100.000 personas asistieron al entierro de Yahya Ayyash. El estado de Israel no confirmó ni negó su papel en su muerte.